# Иоанн (архиепископ Тиранский)
Архиепи́скоп Иоа́нн (алб. Kryepeshkopi Joan, греч. Αρχιεπίσκοπος Ιωάννης, в миру Фатмир Пелюши, алб. Fatmir Pelushi; род. 1 января 1956, Тирана) — предстоятель Албанской православной церкви, архиепископ Тиранский, Дурресский и всей Албании. Ранее — митрополит Корчинский, Поградецкий, Колонийский, Девольский и Воскопойский (1998—2025).

## Биография
Родился 1 января 1956 году в Албании, в семьи бекташей. В 1944 году его отец побывал в тюрьме как «враг государства».
Несмотря на суровое преследование любой религиозности в коммунистической Албании того времени, живо интересовался религиозными вопросами: 

Я обратился к христианству в 1975 году, в последний год моего пребывания школе, после того, как мой друг — тайный православный христианин — дал почитать мне экземпляр Нового Завета на французском языке. Он сказал, что поможет мне учить французский, но на самом деле он был миссионером. <…> В главной библиотеке Тираны было много религиозных книг. К счастью, я был знаком с библиотекарем и мог тайно брать книги православных, католических, мусульманских и еврейских авторов — для меня это не имело значения. Тот, кто верил в Бога, был мне помощником в какой-то степени, в то время как для государства верующий был врагом. <…> Следующим моим шагом стала принадлежность к небольшой подпольной церковной группе. А ведь это было в какое время! Не только вы, но и вся ваша семья могла дорого заплатить, если бы вас нашли молящимся с кем-то еще. Но вместе с тем это была такая огромная радость!
24 июня 1979 года тайно принял крещение от священника Космы Кирьо с именем в честь Иоанна Крестителя. В те годы особо жестокого преследования религии в Албании их тайная община чаще всего собиралась на дому сестёр Чико в Корче, литургии и причастие Святых Даров были очень редки.
Работал при психиатрической клинике и много раз был очень близок к аресту.
С падением албанского коммунистического режима поступил в греческую православную богословскую школу Святого Креста в Бруклайне благодаря стипендии имени Феофана Ноли от албанской общины в США. Во время обучения узнал о прибытии в Албанию митрополита Анастасия (Яннулатоса), по его в 1992 году приглашению приехал обратно и был впечатлён его решимостью служить восстановлению Албанской Православной Церкви. По окончании в 1993 году Богословской школы со степенью магистра богословия, несмотря на предложения остаться служить священником в США, вернулся в Албанию.
Преподавал в первой возрождённой духовной семинарии, а также нести другие служения в Церкви.
27 февраля 1994 года был рукоположён в сан диакона, а 4 декабря того же года — во пресвитера архиепископом Анастасием.
В 1995 уехал в США для продолжения образования, а в 1996 году снова вернулся в Албанию и был назначен помощником ректора духовной семинарии Воскресения Христова (затем — академии) в Дурресе с возведением 19 ноября того года в сан архимандрита.
18 июля 1998 года в Тиране на учредительном заседании вновь созданного Священного Синода Албанской православной церкви архимандрит Иоанн был избран митрополитом Корчинским.
20 июля того же года в Тиранском Благовещенском соборе состоялась его хиротония во епископа с возведением в достоинство митрополита Корчинского. Рукоположение совершили: архиепископ Тиранский и всей Албании Анастасий, митрополиты Филадельфийский Мелитон (Карас) и Бератский Игнатий (Триантис). 25 июля того же года в соборе иконы Божией Матери Живоносный Источник в Корче состоялась его интронизация.
В июле 2013 года возглавил делегацию Албанской православной церкви на торжествах, посвящённых 1025-летию крещения Руси.
В октябре 2015 года в Шамбези возглавлял делегацию Албанской православной церкви во время Пятого Всеправославного предсоборного совещания.
С 17 по 26 июня 2016 года — участник Святого и Великого Собора на Крите.
Кроме родного албанского свободно владеет английским и греческим языками.
25 января 2025 года Священный синод Албанской православной церкви на своём чрезвычайном заседании в связи с кончиной архиепископа Анастасия избрал митрополита Иоанна Местоблюстителем Албанской церкви. 16 марта 2025 года решением Священного синода Албанской православной церкви, единогласно избран Архиепископом Тиранским, Дурресским и всей Албании. 29 марта 2025 года в Воскресенском соборе в Тиране состоялась его интронизация. Епископ Круйский Анастасий (Мамай) зачитал энциклику Священного Синода о назначении нового архиепископа, за чем последовала официальная служба интронизации и ряд обращений. Митрополит Аполлонийский и Фиерский Николай (Хюка) первым обратился к новому Предстоятелю, вручив ему пастырский посох от имени Священного Синода. Архиепископ Иоанн в интронизационной речи обозначил семь основных приоритетов своего служения: сохранение Священного Предания, укрепление единства внутри Церкви, баланс между «Евангелием Царства» и «Социальным Евангелием», защита ценностей брака и семьи, сохранение и поощрение межрелигиозного сосуществования в Албании, поощрение молодых людей любить свою родину и оставаться на ней, а также развитие отношений с другими Церквями и религиозными общинами.

## Награды
- Орден «За заслуги» I степени (Украина, 27 июля 2013 года) — за значительный личный вклад в развитие духовности, многолетнюю плодотворную церковную деятельность и по случаю празднования на Украине 1025-летия крещения Киевской Руси[8].
- Почётный доктор университета им. Фан Ноли в Корче (23 июля 2018)[9]

## Сочинения
- Mission and Evangelism: Giving a witness of faith to the world (недоступная ссылка) // 2011 EFOM Annual Missions Lecture. Holy Cross Greek Orthodox School of Theology. November 17, 2011

Перевёл ряд книг на албанский. Среди них:
- свт. Василий Великий, О Святом Духе.
- Хопко, Фома, прот., Православная Вера, в 4-х тт.
- собрание писаний прп. Силуана Афонского и о нём.